# Đại chiến hành tinh khỉ
Đại chiến hành tinh khỉ (tên gốc tiếng Anh: War for the Planet of the Apes) là một bộ phim hành động kịch tính của Mỹ năm 2017 được đạo diễn bởi Matt Reeves và viết kịch bản bởi Mark Bomback và Reeves. Phim tiếp nối câu chuyện của phần 1 Sự nổi dậy của loài khỉ (2011) và phần 2 Sự khởi đầu của hành tinh khỉ (2014), và là phần thứ ba trong chuỗi phim về hành tinh khỉ Planet of the Apes. Phim có sự tham gia của các diễn viên Andy Serkis, Woody Harrelson, Steve Zahn, Amiah Miller, Karin Konoval, Judy Greer và Terry Notary, phim kể về những con khỉ (Ape) cùng nhau đoàn kết bên con khỉ Caesar để chống lại loài người nhằm kiểm soát Trái Đất.
Phim khởi quay vào lúc ngày 14 tháng 10 năm 2015, ở Vancouver và bắt đầu công chiếu vào ngày 14 tháng 7 năm 2017 tại Hoa Kỳ bởi hãng 20th Century Fox.

## Nội dung
War for the Planet of the Apes là những sự kiện diễn ra hai năm sau Dawn of the Planet of the Apes (2014). Lúc này, Caesar (Andy Serkis) cầm đầu loài linh trưởng trong cuộc chiến sống còn với loài người. Tuy vậy trung tâm cuộc chiến lại là cuộc chiến giữa con người và con người. Loài khỉ chỉ cố gắng tồn tại trong một cuộc chiến vốn không phải của mình. Bắt đầu bộ phim, Đại tá (Woody Harrelson) đứng đầu một tiểu đoàn quân tên Alpha-Omega từ căn cứ quân sự cuối cùng của loài người (ở phía bắc)tấn công vào bầy khỉ. Quân đội của hắn còn mang theo những con khỉ phản bội (trước đây đi theo Koba) phục vụ - gọi là Lừa. Một toán lính tìm thấy trại của bầy khỉ và tấn công. Bầy khỉ phản công và đánh bại, tuy vậy tha cho 4 tù binh và 1 "Lừa" tên Red quay lại để tỏ thiện chí hòa bình. Hôm đó Blue Eyes (con trai trưởng đàn) và Rocket (bạn Blue Eyes) tìm thấy một nơi để đàn khỉ sinh sống lâu dài. Đàn khỉ quyết định sẽ chuyển nhà ngay sau đó.